# Гута (Паєнчанський повіт)
Гута (пол. Huta) — село в Польщі, у гміні Келчиґлув Паєнчанського повіту Лодзинського воєводства.
Населення — 69 осіб (2011).
У 1975-1998 роках село належало до Серадзького воєводства.

## Демографія
Демографічна структура станом на 31 березня 2011 року:
|          | Загалом | Допрацездатний вік | Працездатний вік | Постпрацездатний вік |
| -------- | ------- | ------------------ | ---------------- | -------------------- |
| Чоловіки | 35      | 10                 | 21               | 4                    |
| Жінки    | 34      | 7                  | 20               | 7                    |
| Разом    | 69      | 17                 | 41               | 11                   |